# بولنس (شیلی)
بولنس (به اسپانیایی: Bulnes) یک شهرستان در شیلی است که در استان نوبل واقع شده‌است. بولنس ۴۲۵٫۴ کیلومتر مربع مساحت و ۲۰٬۷۶۳ نفر جمعیت دارد و ۷۸ متر بالاتر از سطح دریا واقع شده‌است.